# Rock 'n' Roll Music (álbum)
Rock 'n' Roll Music es un álbum recopilatorio de The Beatles. El concepto del álbum deja fuera canciones de géneros como el rock psicodélico, beat, pop rock o folk rock, enfocándose en canciones más pesadas como sus primeras grabaciones de rock and roll y canciones de hard rock o blues rock.
Este álbum recopilatorio fue lanzado el 7 de junio de 1976 en Estados Unidos por Capitol Records (SKBO 11537) y el 10 de junio en el Reino Unido por Parlophone (PCSP 719); en este álbum se encuentran algunas versiones de la banda inglesa como «Kansas City/Hey-Hey-Hey-Hey!», «Twist and Shout» y «Roll Over Beethoven» al igual que sus piezas más roqueras como «Back in the U.S.S.R.», «I Wanna Be Your Man», o «Helter Skelter».

## Mezclas y reedición
George Martin había efectuado una serie de filtrados y remezclas a cada una de las pistas del álbum, aunque solo salió de esta manera al mercado estadounidense, mientras que para la publicación en Gran Bretaña se usaron las mezclas originales de las canciones, según el estricto deseo de los ex-Beatles, y que incluía las hechas para sonido estereofónico del EP Long Tall Sally y el tema «I'm Down».
En octubre de 1980 salió el álbum otra vez a los mercados norteamericano y británico, pero esta vez dividido en dos, y a precio más barato. Rock 'n' Roll Music: Volume 1 (Capitol SN-16020, en Estados Unidos; EMI/Music for Pleasure MFP 50506, en el Reino Unido) contenía las canciones de las caras uno y dos del álbum original, mientras que Rock 'n' Roll Music: Volume 2 (Capitol SN-16021, en Estados Unidos; EMI/Music for Pleasure MFP 50507, en el Reino Unido) contenía las canciones de las caras tres y cuatro del álbum doble original. En esta ocasión, la edición británica sí contuvo las nuevas remezclas que presentara el álbum estadounidense en 1976.
La edición de 1980 (y quizás más conocida y popular que la original) también presentó una nueva cubierta, basada en una pintura de la banda con su aspecto cerca de 1964-65.
Como un dato curioso, mientras en la edición de Estados Unidos la cubierta presentó al cuarteto dentro de una multitud, la británica eliminó al público a su alrededor y los colocó sobre un fondo blanco marcado. La canción "Taxman" es la única canción de rock ácido incluida en el disco.

## Lista de canciones
Todas las canciones escritas y compuestas por Lennon—McCartney, excepto donde esta anotado.
- Disco 1

| Cara 1 |                                                |          |  |
| N.º    | Título                                         | Duración |  |
| 1.     | «Twist and Shout» (Medley—Russell)             | 2:32     |  |
| 2.     | «I Saw Her Standing There»                     | 2:50     |  |
| 3.     | «You Can't Do That»                            | 2:33     |  |
| 4.     | «I Wanna Be Your Man»                          | 1:59     |  |
| 5.     | «I Call Your Name»                             | 2:09     |  |
| 6.     | «Boys» (Dixon—Farrell)                         | 2:24     |  |
| 7.     | «Long Tall Sally» (Johnson—Penniman—Blackwell) | 2:00     |  |
| 16:27  |                                                |          |  |

| Cara 2 |                                               |          |  |
| N.º    | Título                                        | Duración |  |
| 1.     | «Rock and Roll Music» (Berry)                 | 2:34     |  |
| 2.     | «Slow Down» (Williams)                        | 2:54     |  |
| 3.     | «Kansas City» (Leiber—Stoller/Penniman)       | 2:30     |  |
| 4.     | «Money (That's What I Want)» (Bradford—Gordy) | 2:47     |  |
| 5.     | «Bad Boy» (Williams)                          | 2:17     |  |
| 6.     | «Matchbox» (Perkins)                          | 1:57     |  |
| 7.     | «Roll Over Beethoven» (Berry)                 | 2:44     |  |
| 17:43  |                                               |          |  |

- Disco 2

| Cara 3 |                                              |          |  |
| N.º    | Título                                       | Duración |  |
| 1.     | «Dizzy Miss Lizzy» (Williams)                | 2:51     |  |
| 2.     | «Any Time at All»                            | 2:10     |  |
| 3.     | «Drive My Car»                               | 2:25     |  |
| 4.     | «Everybody's Trying to Be My Baby» (Perkins) | 2:24     |  |
| 5.     | «The Night Before»                           | 2:33     |  |
| 6.     | «I'm Down»                                   | 2:30     |  |
| 7.     | «Revolution»                                 | 3:21     |  |
| 18:14  |                                              |          |  |

| Cara 4 |                               |          |  |
| N.º    | Título                        | Duración |  |
| 1.     | «Back in the U.S.S.R.»        | 2:45     |  |
| 2.     | «Helter Skelter»              | 4:30     |  |
| 3.     | «Taxman» (Harrison)           | 2:36     |  |
| 4.     | «Got to Get You into My Life» | 2:31     |  |
| 5.     | «Hey Bulldog»                 | 3:09     |  |
| 6.     | «Birthday»                    | 2:40     |  |
| 7.     | «Get Back»                    | 3:09     |  |
| 21:20  |                               |          |  |

Nota: El tema «Kansas City/Hey-Hey-Hey-Hey» había aparecido en este álbum simplemente como «Kansas City», al igual que en los anteriores discos de los Beatles. «Get Back» es la versión extraída del álbum Let It Be.

## Posición en las listas
| Año  | País           | Lista                     | Posición |
| ---- | -------------- | ------------------------- | -------- |
| 1976 | Estados Unidos | Billboard Top LPs & Tapes | 2        |
| 1976 | Reino Unido    | Music Week                | 11       |